# Sassacus alboguttatus
Sassacus alboguttatus là một loài nhện trong họ Salticidae.
Loài này thuộc chi Sassacus. Sassacus alboguttatus được Frederick Octavius Pickard-Cambridge miêu tả năm 1901.